# Тане (озеро)
Лак-де-Тане (фр. Lac de Taney) — горное озеро, расположенное на высоте 1409 метров над уровнем моря, в кантоне Вале в Швейцарии, в муниципалитете Вуври.

## География
К озеру можно пройти из Вуври через перевал Коль-де-Тане. Озеро Лак-де-Тане зарегистрировано в Федеральном инвентаризационном списке Ландшафта и Природных Памятников национального значения Швейцарии.